# 제주 SK FC U-18
제주 SK FC U-18(Jeju SK Football Club Under-18)은 제주 SK의 18세 이하 유스팀이다.
2010년 서귀포고등학교와의 협약을 통해서 창단 되었던 제주 SK의 U-18팀은 이후 2013년에 학교와의 계약이 끝나 구단이 따로 독자적으로 U-18팀을 운영하고 있다. 2023년 최근까지도 전국대회에서 좋은 성적을 내고 있으며, 정태욱 선수와 같은 선수들을 배출해왔다. 또한 join kfa에 등록된 팀명 기준으로 성인팀과 다르게 FC를 사용하지 않는다.

## 같이 보기
- 제주 SK FC
- 제주중학교 축구단
- 제주 SK U-12

## 참고 자료
- 제주 SK FC 공식사이트
- KFA 통합경기정보 시스템